# Maracayia percludalis
Maracayia percludalis is een vlinder uit de familie van de grasmotten (Crambidae), uit de onderfamilie van de Spilomelinae. De wetenschappelijke naam van deze soort is voor het eerst gepubliceerd in 1881 door Heinrich Benno Möschler.
De soort komt voor in Suriname.